# Sokół brunatny
Sokół brunatny (Falco berigora) – gatunek średniej wielkości ptaka drapieżnego z rodziny sokołowatych (Falconidae), zamieszkujący Australię, Tasmanię i Nową Gwineę. Łacińska nazwa berigora wywodzi się od rdzennej nazwy ptaka.
Zarówno lot, jak i metody łowieckie różnią się znacznie w porównaniu od innych sokołów. Sokół brunatny w locie uderza skrzydłami stosunkowo wolno. Widuje się go, gdy cicho siedzi na gałęzi lub lata, jednak gdy rusza skrzydłami i szybuje, zachowuje pozycję w kształcie spłyconej litery „V”. Czasem wznoszenie w powietrze wygląda na dość nieudolne, zwłaszcza w wietrzne dni, ale pomimo to potrafi wzbijać się na duże wysokości.
Sokół brunatny nie ściga swych ofiar w powietrzu. Głównym sposobem szukania pożywienia jest cicha zasiadka na wysoko położonej gałęzi, np. na obumarłych drzewach lub na słupie elektrycznym. Lotem nurkowym spada na swą zdobycz i chwyta ją swymi szponami. Może też łapać zwierzęta podczas szybowania w powietrzu.

## Charakterystyka

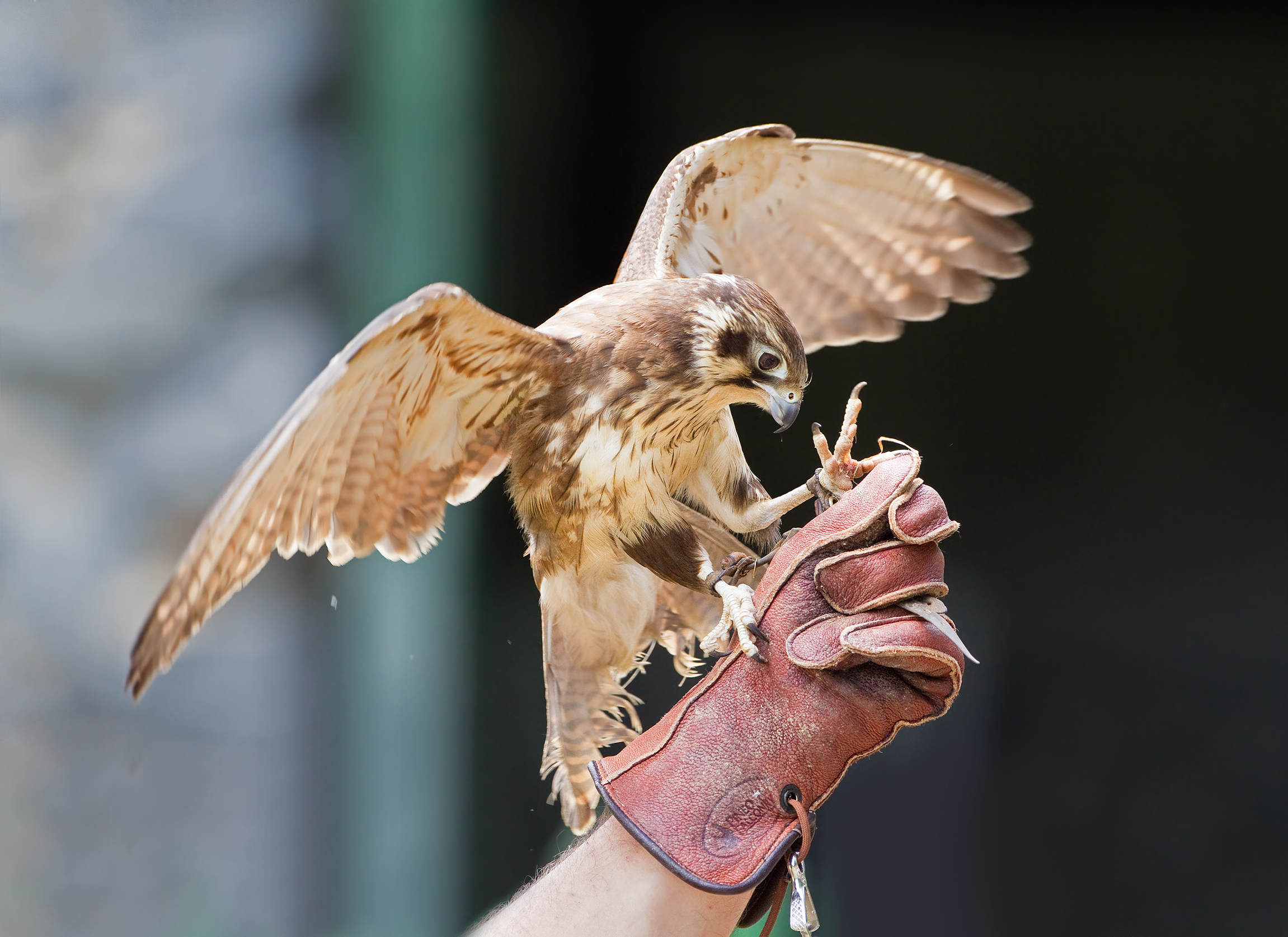
Sokół brunatny na ręce sokolnika w Tasmanii

Dorosłe osobniki mierzą zwykle 450–500 mm długości. Wyróżnia się formę jasną i ciemną oraz wiele form pośrednich. Ptaki te mają przeważnie rudo-brązową głowę z wąskimi czarnymi pasmami, jasną czapeczką i białym podbródkiem niżej. Skrzydła są brązowo-rude nakrapiane z ciemnobrązowymi lotkami. Dziób jest jasnoniebieski lub szary, a tęczówki oczu są brązowe. Sokoły wydają głośne rechotliwe okrzyki, które często daje się słyszeć.
Ptaki żyją samotnie lub w parach. Czasem mogą tworzyć większe grupy, ale głównie robią to osobniki młodociane. Na obszarach bogatych w pokarm można jednak spotkać stada liczące nawet 100 osobników.

## Występowanie
Drapieżnika spotkać można w całej Australii, Tasmanii i na prawie całym obszarze Nowej Gwinei. Ciemniejsze formy widuje się przeważnie na suchszych obszarach. Główne obszary występowania to południowo-wschodnia, centralna i południowo-zachodnia Australia oraz Nowa Gwinea.
Ptak prowadzi przeważnie osiadły tryb życia. Na dłuższe przeloty ośmielają się głównie młode ptaki, które opuszczają terytoria rodziców. Powodem migracji mogą być niekorzystne warunki atmosferyczne i niekorzystne zmiany w dostępności pokarmu. Znany jest przypadek przelotu odcinka liczącego 2047 km od południowej Australii do północno-zachodniego krańca kontynentu. Inne zmierzone długodystansowe trasy to: 410 km wiodąca od Australii Południowej na północny zachód i 406 km od stanu Wiktoria nad Cieśniną Bassa do Tasmanii.
Pod względem zajmowanego siedliska nie jest to ptak wybredny. Nie występuje jedynie w lasach tropikalnych i obszarach gęsto porośniętych eukaliptusem. Zasiedla wydmy na australijskich pustyniach, obszary rolnicze i inne, jak brzegi lasów i gruntów rolnych, górskie doliny w Nowej Gwinei itp. Siedliska leżą od poziomu morza po około 2000 m n.p.m. w Australii, na Nowej Gwinei sokół widywany jest nawet na wysokości 2800 m, a czasem nawet 3000 m.

## Rozmnażanie
Sokoły brunatne mają swój okres lęgowy od czerwca do listopada. Wraz z rozpoczęciem godów ptaki wykonują na dużych wysokościach popisowe loty, którym towarzyszą głośne okrzyki przypominające rechot. Dużo w nich powietrznego nurkowania, wirowania, lotów o zygzakowatym torze, jak i udawanych przelotów łowieckich na niższych wysokościach.
Zajmują zwykle stare gniazda po innych ptakach szponiastych, wyjątkowo mogą jednak gnieździć się w szczelinach znajdujących się w korze drzew lub w zagłębieniach jaskiń. Co nietypowe u sokołów, ptaki dokładają do gniazda gałązki lub kawałki kory. Lęgowiska leżą bardzo wysoko, nawet do 50 metrów nad ziemią. Samica składa około 2–5 jaj o rudym lub brązowym nakrapianiu i plamkach.
Czas wysiadywania zależy od szerokości geograficznej i prawdopodobnie od dostępności pokarmu. W Tasmanii i południowej Australii zazwyczaj rozpoczyna się we wrześniu i trwa aż do stycznia, ale może również rozpocząć się w czerwcu, a skończyć w lutym. W północnej Australii i Nowej Gwinei ma miejsce zwykle od kwietnia do listopada, rzadziej w grudniu. Pisklęta wylęgają się po 31–36 dniach, a po 36–41 są w pełni opierzone. Po 6 kolejnych tygodniach stają się niezależne od rodziców.

## Pożywienie
Żywi się małymi ssakami, w tym myszami domowymi i młodymi królikami. Łapie też małe ptaki, jaszczurki, węże i różne bezkręgowce, szczególnie gąsienice, koniki polne, świerszcze i chrząszcze. Owady stanowią dużą część diety zimą. Często zdarza się im gonić je po ziemi.

## Systematyka
Dawniej gatunek ten bywał umieszczany w rodzaju Ieracidea lub Hieracidea.
Międzynarodowy Komitet Ornitologiczny (IOC) wyróżnia dwa podgatunki F. berigora:
- F. b. novaeguineae (A. B. Meyer, 1894) – środkowa i wschodnia Nowa Gwinea oraz wybrzeża północnej Australii.
- F. b. berigora Vigors & Horsfield, 1827 – Australia (oprócz północnych wybrzeży) i Tasmania; obejmuje proponowane podgatunki occidentalis i tasmanica.

W przeszłości wyróżniano nawet do siedmiu podgatunków, co wiąże się ze złożonością odmian kolorystycznych tego ptaka; w oparciu o nowsze badania większość opisanych podgatunków uznano za nieważne.

## Status
Międzynarodowa Unia Ochrony Przyrody (IUCN) uznaje sokoła brunatnego za gatunek najmniejszej troski (LC – least concern) nieprzerwanie od 1988 roku. Trend liczebności populacji uznaje się za spadkowy.
Ne swoim areale sokół brunatny występuje z gęstością od 2,5 do 5,0 par lęgowych na 100 km². Na obszarach o najliczniejszej liczbie pojawów przekracza ona 10 par na 100 km². Nie poznano do tej pory dokładnej liczby gniazdujących par. Tom Cade w 1982 r. ocenił australijską populację tych sokołów na 225 000 par lęgowych. Obecnie istnieją poważne zagrożenia wynikające ze zmniejszania się dostępnych źródeł pokarmu. Obserwuje się lokalne spadki powodowane prowadzeniem polowań, wpadaniem w sidła, zatruciami przez pestycydy stosowane w rolnictwie.